# ナジャーバト・アリー・ハーン
ナジャーバト・アリー・ハーン（Najabat Ali Khan, 1750年 - 1770年3月10日）は、東インドのベンガル太守（在位：1766年 - 1770年）。シュジャー・ウッダウラ（Shuja ud-Daula）の称号でも知られる。

## 生涯
1750年、ベンガル太守（このときはまだ太守ではない）ミール・ジャアファルの三男として生まれた。
1766年5月8日、兄である太守ナジュムッディーン・アリー・ハーンが死亡したことにより、ナジャーバト・アリー・ハーンが太守位を継承した。同年6月27日、ムガル帝国の皇帝シャー・アーラム2世からその継承を追認された。
1770年3月10日、ナジャーバト・アリー・ハーンは天然痘で死亡し、太守位は弟のアシュラーフ・アリー・ハーンが継承した。